# مرسر (تنسی)
مرسر (به انگلیسی: Mercer) یک منطقهٔ مسکونی در ایالات متحده آمریکا است که در شهرستان مدیسون، تنسی واقع شده‌است. مرسر ۱۰۶٫۹۹ متر بالاتر از سطح دریا واقع شده‌است.